# À l'origine (álbum)
À l'origine es el tercer disco de Benjamin Biolay, lanzado el 26 de abril de 2005. Consta de 14 canciones; todas compuestas por el artista francés.

## Lista de canciones
1. À l'origine
2. Mon amour m'a baisé
3. Ma chair est tendre
4. Même si tu pars
5. Ground zero bar
6. Dans mon dos
7. L'histoire d'un garçon
8. Cours !
9. Paris / Paris
10. L'appât
11. Me voilà bien
12. Adieu triste amour, cantada en dúo con a Françoise Hardy.
13. Tant le ciel était sombre
14. Mes peines de coeur

## Valoración
Usa cuerdas o teclados sobre un groove repetitivo, junto a la fascinación con el pop y la mitología estadounidenses, todo además de esa pose de crooner neutralizado por un tenor con cadencia de recitativo muy al estilo chanson. Así mezcla guitarras eléctrica, junto a orquestación barroca y bases programadas, consiguiendo un delicioso sonido nostálgico y de romanticismo sombrío.
- Datos: Q2879921